# Katoen Natie
Katoen Natie is de naam van zowel het logistieke havenbedrijf gevestigd te Antwerpen als van de gelijknamige familieholding Katoen Natie Group S.A. van de familie Huts met zetel in Luxemburg waarvan het een dochteronderneming is.

## Geschiedenis
Katoen Natie werd opgericht in 1854 als coöperatie in de haven van Antwerpen en oefende oorspronkelijk typische activiteiten van een havenkapitein of kaaimeester: de opvang en behandeling van goederen in de haven, in het bijzonder katoen - vandaar de 'Katoen' in de naam - en andere grondstoffen zoals jute, koffie, cacao, wol, rubber en aluminium. De natie vormde van oudsher de schakel tussen de stuwadoren (laden en lossen van schepen) en het vervoer van en naar het achterland.
In de jaren 1980 werd het aantal sectoren uitgebreid met consumptiegoederen (bijvoorbeeld textiel, elektronica en doe-het-zelfartikelen) en de petrochemische, chemische en automobielindustrie.
In 2003 nam Katoen Natie zijn grootste concurrent in de Antwerpse haven over: Werf- en Vlasnatie (gesticht in 1891). Katoen Natie kocht hierbij de aandelen over van de Vlaamse investeringsmaatschappij Gimv en verzekeraar Mercator & Noordstar, die de aandelen in 1999 hadden gekocht van de toenmalige eigenaar Zuid Natie.
In 2011 nam de holding stukgoedstuwadoor ABES aan het Vijfde Havendok over en in 2019 werd transportbedrijf Transport Joosen N.V. aan het imperium toegevoegd.
In september 2022 werd aangekondigd dat Mexico Natie volledig (inclusief de 150 medewerkers) door Katoen Natie overgenomen zou worden.

## Activiteiten
Het bedrijf telde in 2018 ruim 13.000 medewerkers wereldwijd, waarvan 3000 in België. Het heeft zeven operatie-eenheden: petrochemie, industriële producten en producten uit de auto-industrie, fijne chemische producten of specialiteiten, projecten en engineering, havenoperaties, consumptiegoederen en general cargo en commodities. Deze operatie-eenheden zijn gevestigd in Europa, Azië, Afrika en Noord- en Zuid-Amerika. De Antwerpse kantoren zijn gehuisvest aan de Van Aerdtstraat en bevatten ook de Kunstverzameling Katoen Natie.
In september 2014 gaf de directie van DELTA te kennen het belang van 75% in het Belgische industriële afvalverwerkingsbedrijf Indaver te willen verkopen. In maart 2015 werd bekend dat Katoen Natie Indaver ging kopen en betaalde hiervoor € 416 miljoen. Indaver is op 19 juni 2015 definitief overgegaan naar Katoen Natie.
Medio 2015 volgde de overname van het Nederlands-Limburgse transportbedrijf Langen. Langen heeft ruim 400 medewerkers in meerdere Europese landen en zo'n 225 vrachtwagens. Het bedrijf is winstgevend en behaalt een jaaromzet van circa €50 miljoen. De grootste vestiging van Langen ligt in het havengebied van Born aan het Julianakanaal, dicht bij VDL Nedcar. De onderneming houdt zich naast transport bezig met opslag en dienstverlening aan de chemie en automobielindustrie.
Mexico Natie, oorspronkelijk gelegen aan het Mexicodok (nu Houtdok) op ’t Eilandje, specialiseerde zich sinds haar ontstaan in 1871 in de import en behandeling van houtproducten. In de loop der jaren ontwikkelde Katoen Natie zich tot een meer algemene logistieke dienstverlener die ook actief is in het stuwadoren, opslaan en transporteren van containers, staal, chemische producten en voeding. Mexico Natie bezit intussen meerdere opslagplaatsen in Antwerpen en Zwijndrecht, heeft een concessie aan het Bevrijdingsdok en realiseerde in 2021 een omzet van 65 miljoen euro.
Om nieuwe, innovatieve (mega)-investeringsplannen in o.m. Katoen Natie Uruguay en Indaver te financieren, voerde Fernand Huts in 2021, naast een bankfinanciering, een eigen kapitaalverhoging van 326 miljoen euro door in de holding Katoen Natie Group. Het kapitaal van de familieholding is daardoor gestegen tot 1,34 miljard euro.

## Trivia
In 2009 werd op de Belgische vestigingen van Katoen Natie in Antwerpen, Kallo, Gent en Genk fotovoltaïsche installaties geïnstalleerd met een capaciteit van 40MWp. In totaal werden zonnepanelen geïnstalleerd op een oppervlakte van 800.000 m². Het project van 166 miljoen euro is de grootste installatie in België.